# ربامیپید
ربامیپید (انگلیسی: Rebamipide) یک دارو برای محافظت از مخاط، بهبود زخم معده و دوازدهه و درمان گاستریت استفاده می‌شود.  این دارو با تقویت دفاع مخاطی، از بین بردن رادیکال‌های آزاد و فعال کردن موقت ژن‌های کدکننده سیکلواکسیژناز-۲ عمل می‌کند.